# Kit Car

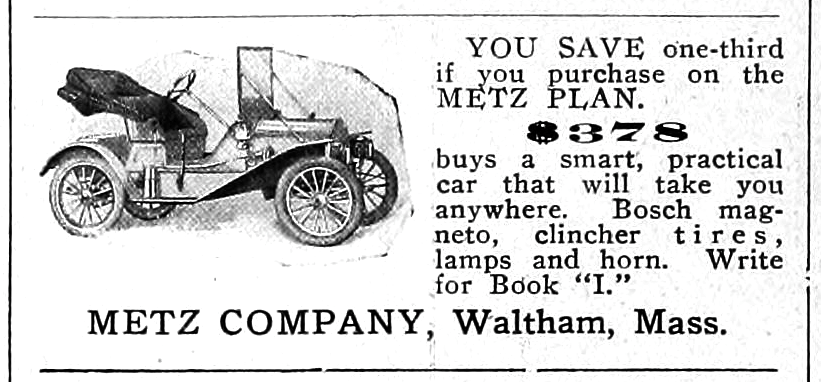
Anzeige für den Metz Two als Kit Car nach "Metz Plan" (1910)

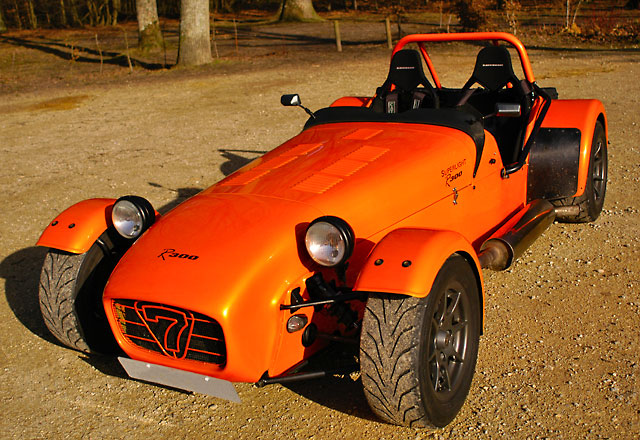
Caterham Seven

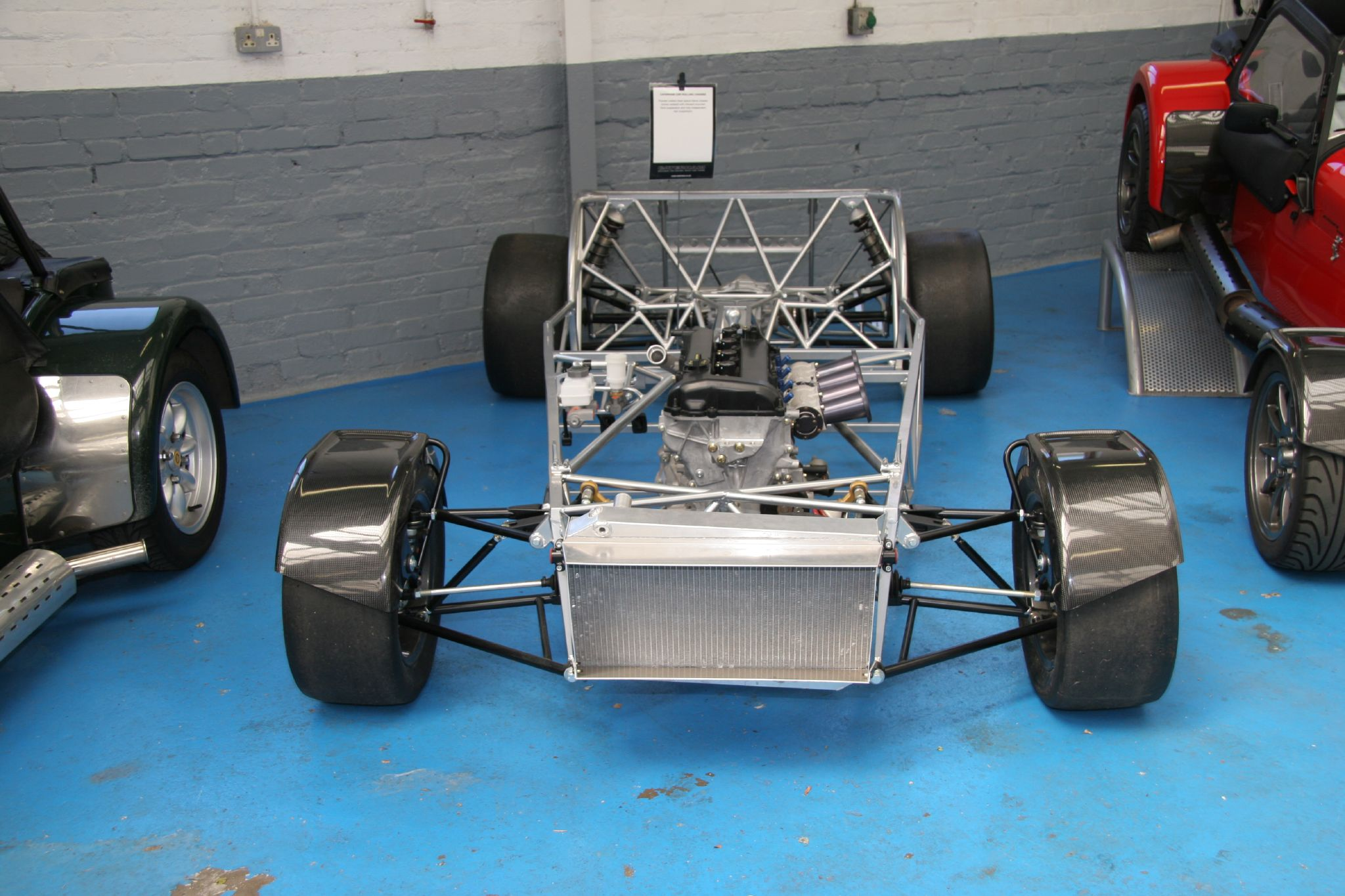
Caterham Seven Rahmen

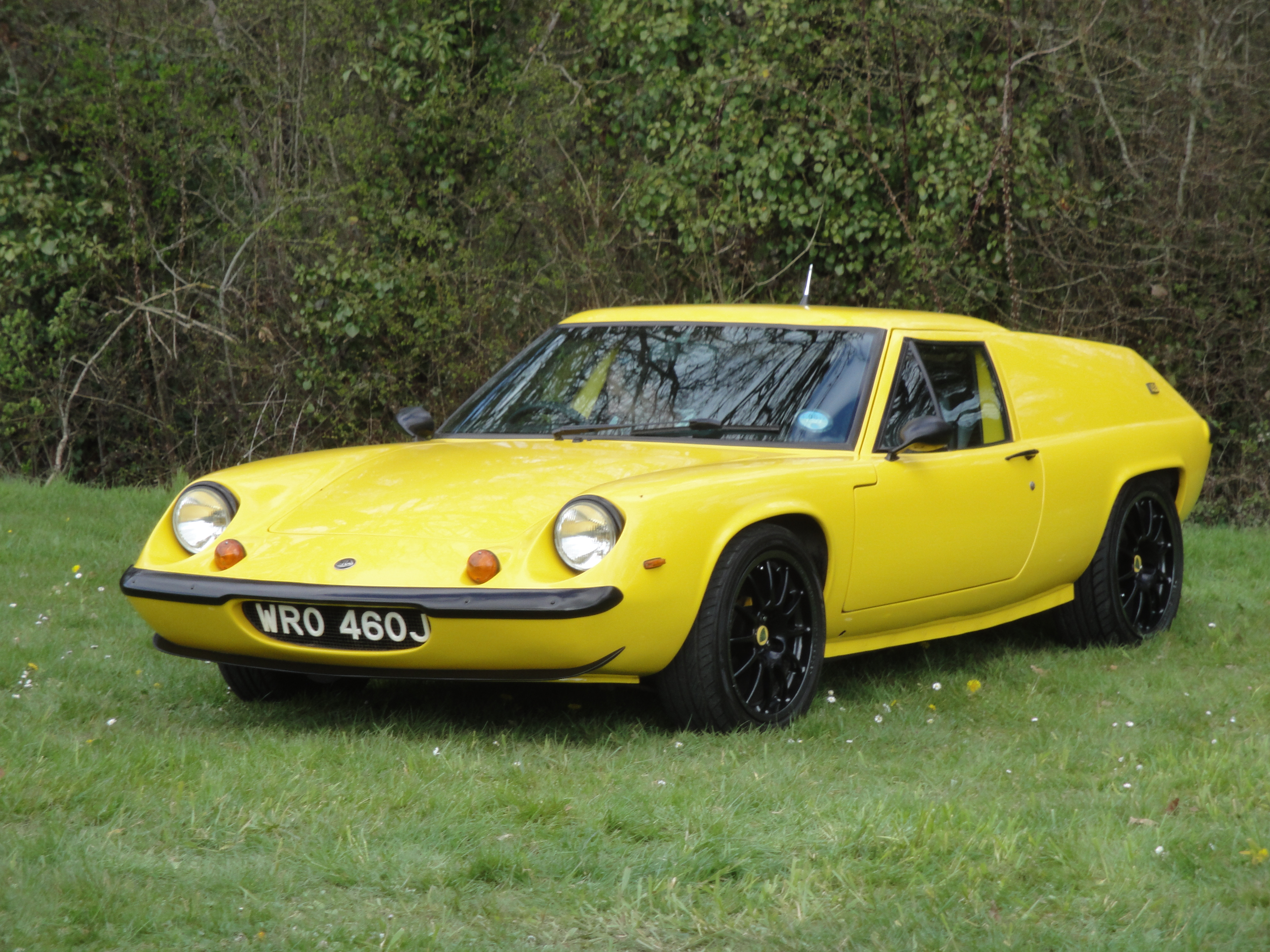
Lotus Europa

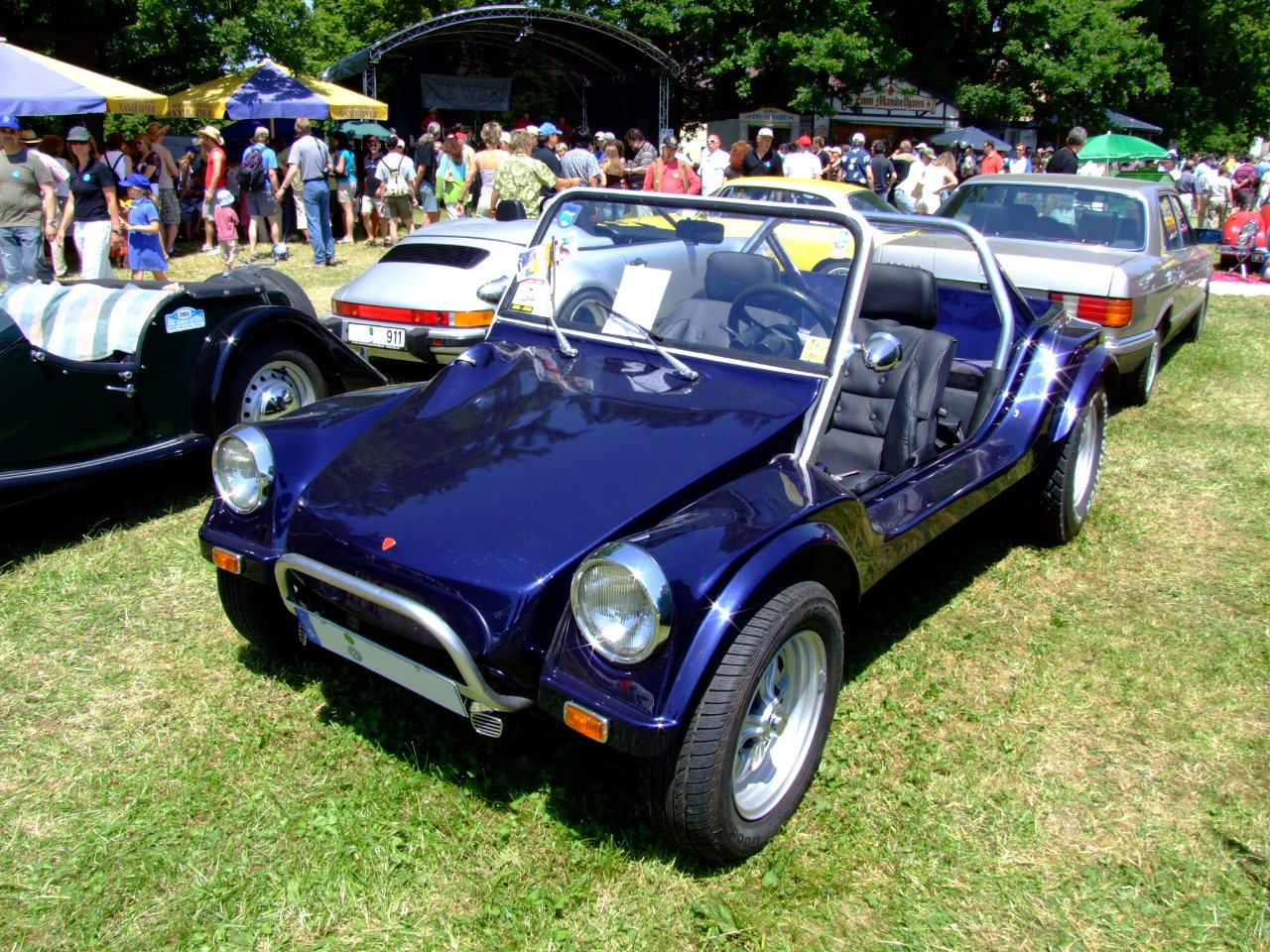
VW-Buggy

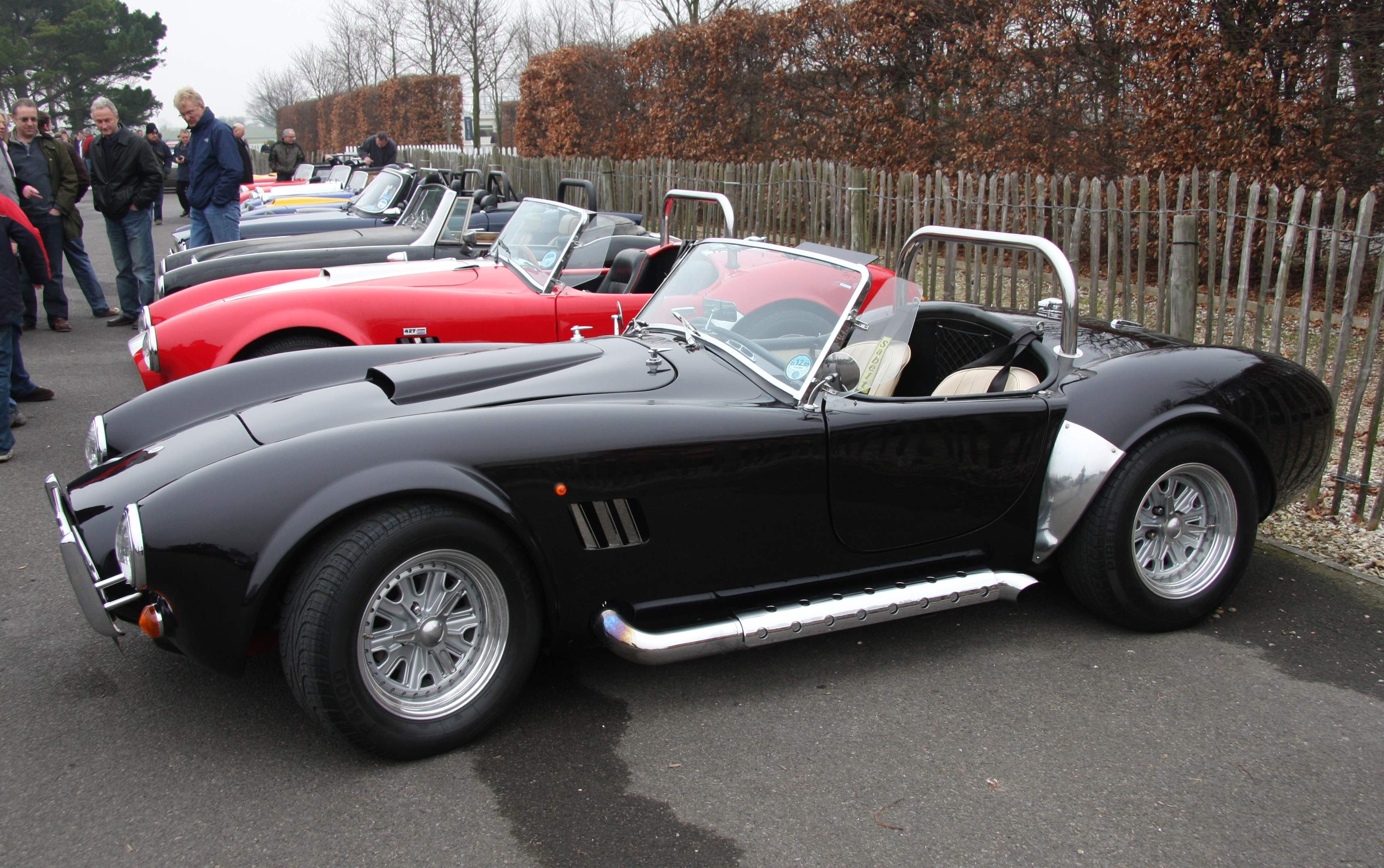
Pilgrim Sumo, stilistisch der AC Cobra nachempfunden.

Ein Kit Car (zu Deutsch Bausatzauto) ist ein Bausatz („Kit“), der zum Bau eines Fahrzeugs benutzt wird, oder ein Komplettfahrzeug („fully-build form“), das aus einem Bausatz entstand. Ziel ist es, entweder ein seltenes, teures Fahrzeug optisch nachzubilden (vor allem teure Oldtimer oder Supersportwagen) oder ein völlig individuelles Fahrzeug zu schaffen. Fahrzeuge dieser Art sind insbesondere in Großbritannien weit verbreitet.

## Geschichte
Thomas Hyler-White verfasste bereits 1900 in der Zeitschrift The English Mechanic eine Anleitung zum Selbstbau eines Fahrzeugs auf der Basis des Benz Velo. In den USA wurde zwischen 1901 und 1903 der Shatswell von der H. K. Shatswell & Company mit einer Vierkolben-Dampfmaschine als Bausatz verkauft. 1904 erschien der Bradford auf der Basis der Holley Motorette, einer Einzylinder-Voiturette, die sich für US$ 650.- schlecht verkaufte. Der Bradford-Kit kostete nur US$ 277.50.
Charles Herman Metz (1863–1937) wurde 1908 als Sanierer der von ihm gegründeten und nun praktisch insolventen Waltham Manufacturing Company geholt und stand vor dem Problem, ein riesiges Lager an vorhandenen Bestandteilen für ein neues Modell, das sich nicht finanzieren ließ, abzubauen. Er brachte den Metz Two nach einem Ratenplan auf den Markt. Der Kunde erhielt mit jeder Rate ein Paket mit Teilen. Mit der letzten Lieferung erhielt er das Lenkrad. Die Pakete wurden nach Vorauszahlung verschickt, sodass der Kunde nach Baufortschritt und finanziellen Möglichkeiten das Bautempo bestimmen konnte. Der Metz Plan war äußerst erfolgreich und ermöglichte die Reorganisation des Unternehmens als Metz Company. Auch Buckboards wurden als Kits verkauft, so der 1920 eingeführte Shaw Speedster, der nicht viel größer als ein Aufsitz-Rasenmäher war und mit seinem 2- bis 2,5-bhp-Motor immerhin 40 km/h erreichte und ab 1930 nur als Bausatz erhältlich war.
Als Vater der modernen „Kit-Car-Industrie“ wird Derek Buckler bezeichnet, der ab 1949 Sportwagen herstellte. Die Entwicklung der ersten Fiberglas-Karosserien ab 1953 (u. a. Jensen 541) führte zu einer Kit-Car-Industrie. Förderlich für die Kit-Car-Industrie in Großbritannien war eine spezielle Steuergesetzgebung, die Eigenbauten steuerlich günstiger stellte als fertig montierte Fahrzeuge. In der zweiten Hälfte des 20. Jahrhunderts gab es in Großbritannien mehrere hundert Hersteller von Bausatzfahrzeugen.

## Zulassungsverfahren
Durch die europaweite Vereinheitlichung der Allgemeinen Betriebserlaubnis ist das Zulassungsverfahren seit 1998 durch die ECE-Homologation vereinfacht. Die Fahrzeuge werden – wenn der bisherige Fahrzeugrahmen beibehalten wird – als Umbau des Ursprungsfahrzeugs und damit mit dessen Baujahr zugelassen. Wird der Fahrzeugrahmen verändert, gilt dies als Neuzulassung und damit sind die aktuell gültigen Bestimmungen zu beachten. Für die Zulassung in Deutschland ist für Fahrzeuge ohne EG-Übereinstimmungserklärung eine Einzelbetriebserlaubnis erforderlich. Üblicherweise erwirkt der Kit-Car-Hersteller eine nationale Musterzulassung, die von den Zulassungsbehörden anerkannt wird. Die Konformität des Fahrzeuges mit der Musterzulassung muss lediglich einmalig beim TÜV geprüft werden und verursacht nur geringe Kosten.

## Markt und Hersteller
In Großbritannien gilt Lotus Cars mit insgesamt über 21.000 verkauften Exemplaren (über 9100 Lotus Elan und 8300 Lotus Europa) als größter Kit-Car-Hersteller. Caterham Cars folgt mit dem Nachbau des Lotus Seven in 13.500 Exemplaren. TVR, verschiedene Nachbauten des VW-Buggy und Pilgrim Cars mit dem Modell Sumo folgen in den Verkaufszahlen.
In Deutschland war in den 1970er Jahren der auf dem VW Käfer basierende VW-Buggy sehr beliebt. Heute sind sogenannte Replikas, beispielsweise des Porsche 356, auf Basis des VW Käfer populär. Ebenso dient auch die Citroën 2CV („Ente“) bis heute als Basis für Kit Cars; u. a. Hoffmann 2CV Cabrio und Lomax.
In den 1980er Jahren wurde der Pontiac Fiero eine Basis für den Aufbau moderner Kit Cars. Dieses Fahrzeug eignet sich durch sein Mittelmotorkonzept und seinen Stahlrohrrahmen (mit aufgesetzter Kunststoffkarosserie) für den Aufbau von Nachbauten italienischer Sportwagen. Es wurde sogar von dem amerikanischen Pontiac-Händlernetz ein Fiero mit einer Karosserie vertrieben, die an den Ferrari 308 GTB angelehnt war.
Ebenso wird der Toyota MR2 als Basis für den Ferrari 360 sowie Ferrari F430 verwendet.

## Aktueller Stand
Die Preisunterschiede zwischen den Bausätzen von Kit Cars und deren fertigen Varianten werden durch die Kosten des Zusammenbaus um ein Vielfaches übertroffen. Das Motiv, heute ein Kit Car zu bauen, entspringt mehr der Freude am „Schrauben“ und der Möglichkeit, ein Unikat als Fahrzeug zu besitzen. Waren früher Kit Cars in der Tat eine ökonomische Alternative, sind sie heute ein teurer Spleen einer eingeschworenen Fangemeinde. Erschwerend kommt hinzu, dass eine Reihe von sicherheits- und umweltrelevanten Zulassungsbedingungen die Entwicklung und den Vertrieb von Kit Cars erheblich verteuern.
Gegenwärtige Bausätze sind meist Replikate von bekannten und teuren Oldtimern im Maßstab 1 : 1, die in Werkstätten eigenständig montiert werden können.
Diese Nachbauten verschiedener bekannter, älterer Autotypen werden in der Regel als nicht komplettierter Bausatz, d. h. mit getrenntem Chassis (Fahrgestell) und Karosserie erworben. Sie erscheinen äußerlich wie das Original. Anstelle des sonst üblichen „Blechkleides“ für die Karosserie verwendet der Hersteller zur Fertigung in der Regel glasfaserverstärkten Kunststoff.
Auf der technischen Seite kann der Interessent an derartigen Fahrzeugen eine deutliche Abweichung vom Original feststellen. Die Komponenten wie Motor, Getriebe, Achsen usw. werden aktuellen, meist gebrauchten Kraftfahrzeugen entnommen und vor dem Umbau oftmals technisch aufgearbeitet, d. h. verschlissene Teile werden ausgewechselt. Dem Oldtimer-Enthusiasten ermöglichen die Kit Cars somit den Besitz von Fahrzeugen, die im Original finanziell unerschwinglich wären. Abgesehen davon sind echte Oldtimer häufig nur begrenzt alltagstauglich.

## Urheberrecht
Die Formgebung eines PKW fällt in der Regel auch unter das Urheberrecht. Ein Fahrzeug, das „nachgebaut“ werden soll und dessen Erstvorstellung weniger als 70 Jahre zurückliegt, bedarf daher der Zustimmung des Herstellers. Manche Hersteller, beispielsweise Ferrari, gehen gerichtlich gegen Nachbauten vor.